# Plagiothecium denticulatum
Plagiothecium denticulatum là một loài Rêu trong họ Plagiotheciaceae. Loài này được (Hedw.) Schimp. miêu tả khoa học đầu tiên năm 1851.

## Hình ảnh

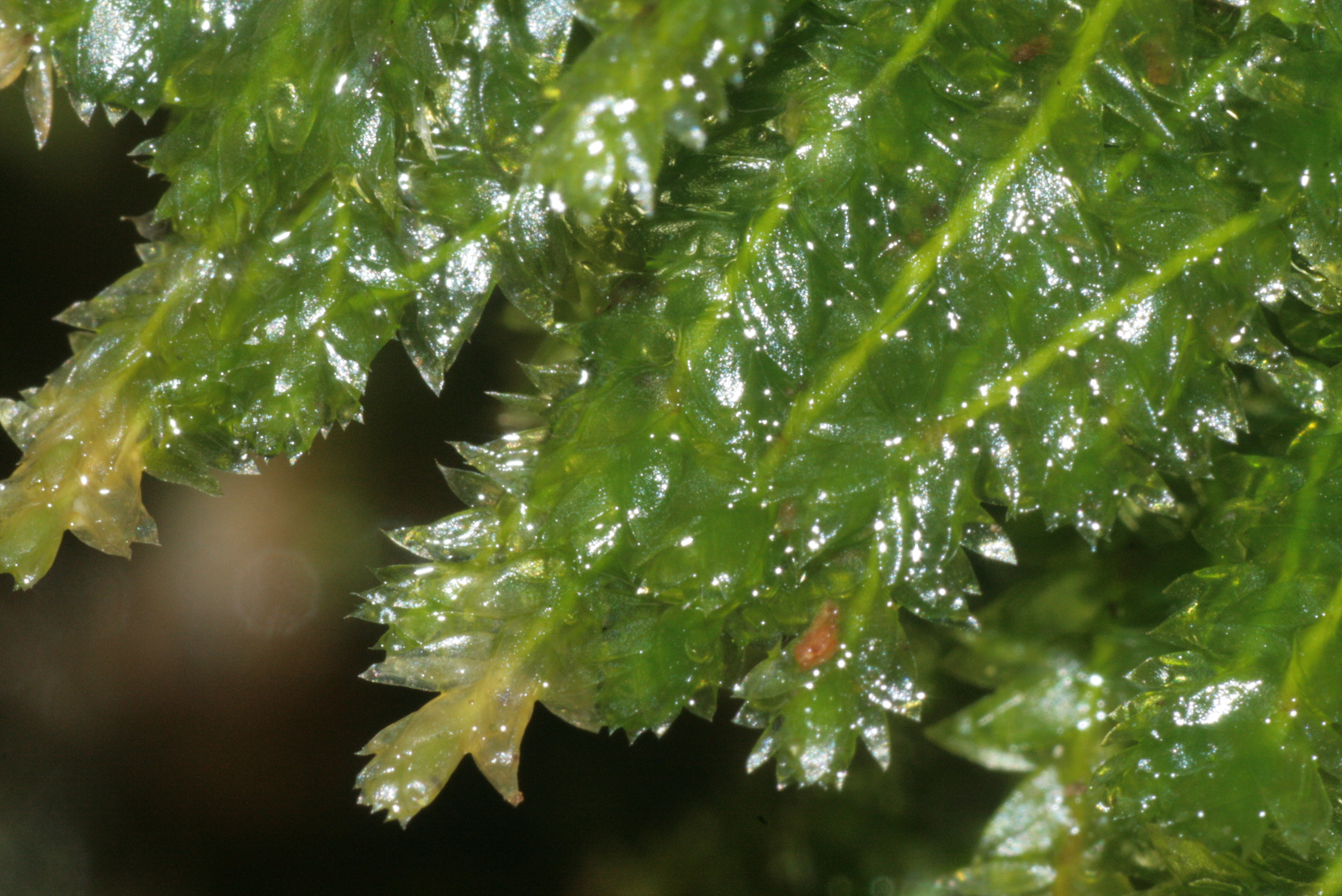
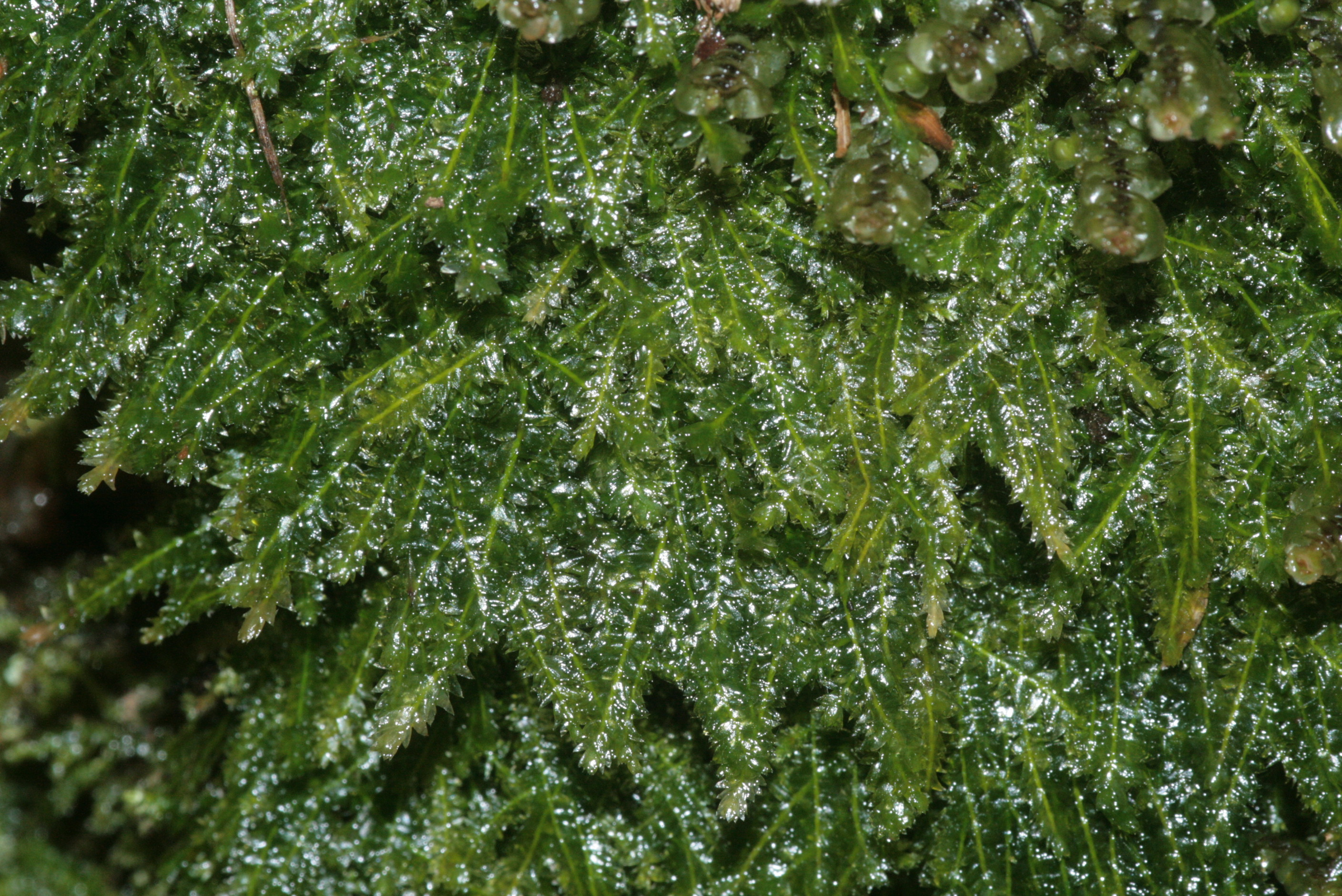
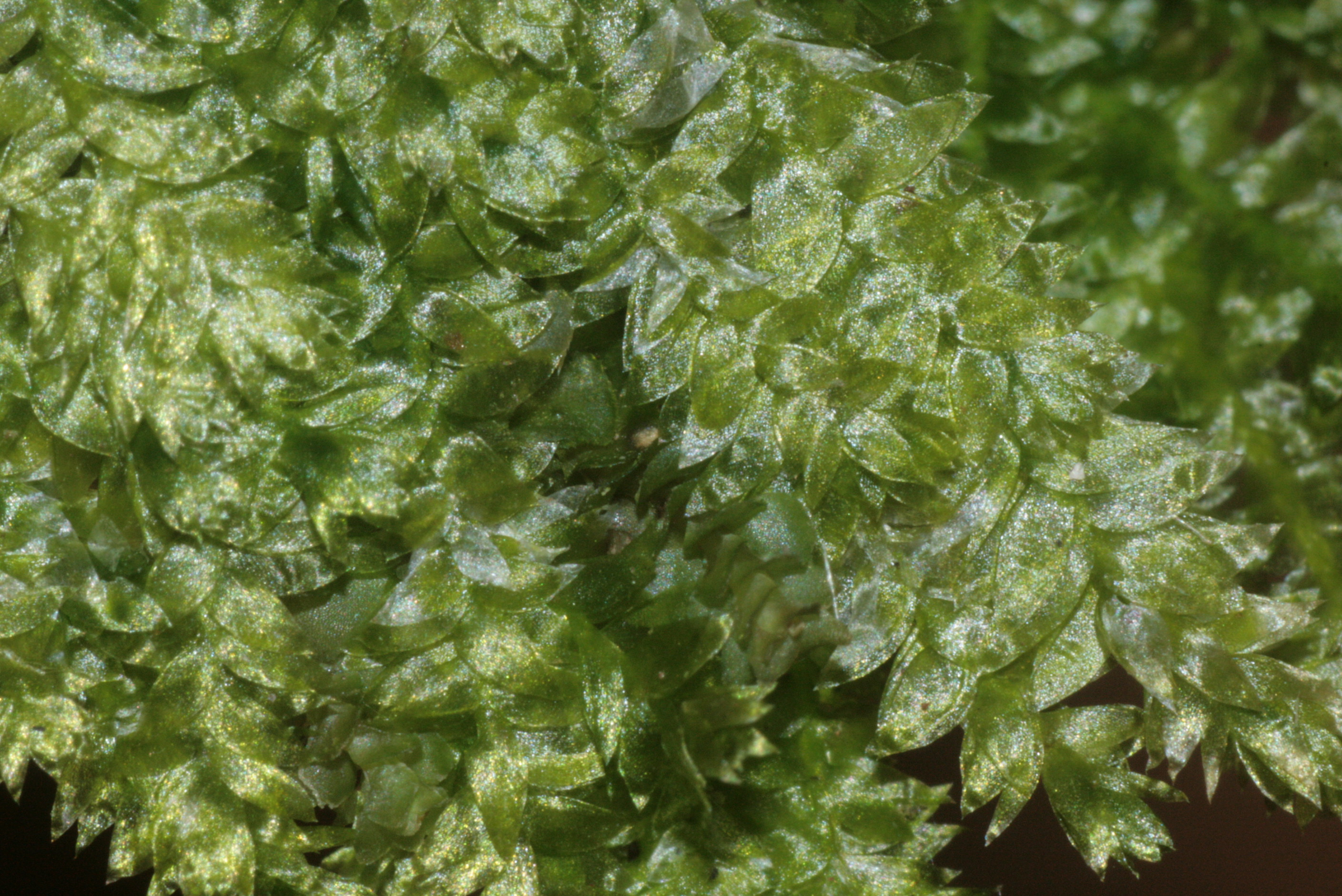
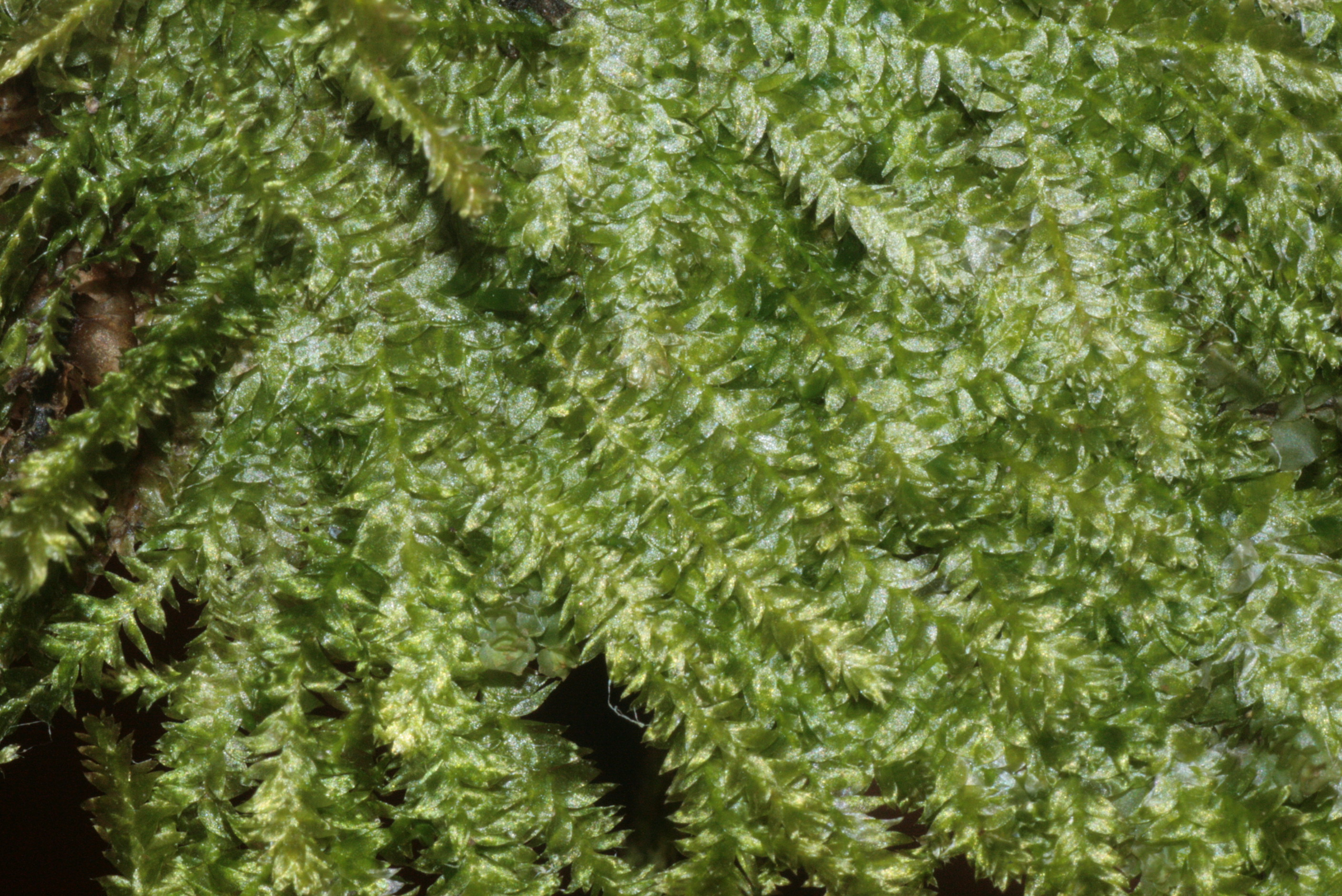